# Fóris Ágota
Fóris Ágota (Komló, 1970. –) magyar nyelvész.

## Életpályája
1995-ben diplomázott a Janus Pannonius Tudományegyetemen olasz nyelv és irodalom szakos tanárként. 1998-ban a Janus Pannonius Tudományegyetemen spanyol nyelvtanári képesítést is szerzett. 2002-ben PhD fokozatot szerzett a Pécsi Tudományegyetemen. 2003–2006 között az Iskolakultúra folyóirat szótárrovatának szerkesztője volt. 2006-ban habilitált a Pécsi Tudományegyetemen. 2008 óta a Károli Gáspár Református Egyetem egyetemi tanára. 2008–2013 között a Magyar Terminológia folyóirat főszerkesztője volt. 2009-től a Fordítástudomány folyóirat szerkesztőbizottsági tagja. 2010–2016 között a KRE Bölcsészettudományi Kar Magyar Nyelvtudományi Tanszék tanszékvezetője volt. 2012-ben a Pécsi Tudományegyetemen okleveles magyar nyelv és irodalom szakos bölcsész lett. 2012-től az Alkalmazott Nyelvtudomány folyóirat szerkesztőbizottság tagja, 2024-től a szerkesztőbizottság elnöke. 2013-tól a Terminologija nemzetközi folyóirat szerkesztőbizottsági tagja. 2015–2018 között a Honvédségi Szemle folyóirat tanácsadó bizottságának tagja volt. 2018–2020 között a Modern Nyelvoktatás folyóirat szótárrovatának szerkesztője volt, 2021-től a szerkesztőbizottság tagja. 2020-tól a MANYE Kongresszusok Előadásainak sorozatszerkesztője.

### Tagságai tudományos társaságokban
2002-től a Magyar Tudományos Akadémia Köztestületi tagja, valamint a Magyar Tudományos Akadémia I. Szótári Munkabizottság tagja. 2002-től a Magyar Alkalmazott Nyelvészek és Nyelvtanárok Egyesülete (MANYE) vezetőségi tagja, 2002–2008 között pénztárosa, 2008–2013 között elnöki tanácsadója, 2013-tól alelnöke. 2004-től a Magyar Nyelvtudományi Társaság tagja. 2005-től a Magyar Nyelv Terminológiai Tanácsa (MaTT) alapító tagja, 2013-tól elnöke. 2008-tól a Magyar Tudományos Akadémia I. Alkalmazott Nyelvészeti Munkabizottság tagja, 2024-től elnöke. 2015-től a TERMINI Egyesület tagja. 2017-től az USA Nyugati Parti Magyar Tudósklub tagja, valamint a Magyar Tudományos Akadémia Magyar Nyelv a Tudományban Elnöki Bizottság tagja. 2021-től a Magyar Tudományos Akadémia IX. Kommunikációmenedzsment Munkabizottság tagja, valamint a Magyar Tudományos Akadémia Magyar Nyelvi Osztályközi Állandó Bizottság tagja.

## Művei
- Hat terminológia lecke (2005)
- Kutatásról nyelvészeknek (2008)
- A terminológia-oktatás mint a magyar nyelv, kultúra és identitás támogatása (2013)
- Tudományos kommunikáció a lézerfizikában (2018)
- Fordítás és terminológia: a terminológia szerepe a fordítási folyamatban (2018)
- A magyar nyelv a tudományban. A terminológia helye, szerepe és feladatai (2019)
- Fordítás és terminológia (2020)

## Díjai
- Békésy György Posztdoktori Ösztöndíj (2003)
- Bolyai János Posztdoktori Ösztöndíj (2006, 2012)
- Brassai Sámuel-díj (2013)[7]
- "Év publikációja"-díj (2023)
- Szenczi Molnár Albert Díj	(2024)